# Liste der Naturdenkmale in Bronkow
Die Liste der Naturdenkmale in Bronkow nennt die Naturdenkmale in Bronkow im Landkreis Oberspreewald-Lausitz in Brandenburg.
In den Spalten befinden sich folgende Informationen:
- Nr.: Identifizierungsnummer nach veröffentlichter Liste. Sie wird von der unteren Naturschutzbehörde des Landkreises oder der kreisfreien Stadt vergeben. Wenn sie bekannt ist, wird sie angegeben. In dieser Spalte kann sich zusätzlich das Wort Wikidata befinden, der entsprechende Link führt zu Angaben zu diesem Naturdenkmal bei Wikidata.
- Bezeichnung: Benennung des Naturdenkmals, in der Regel wird bei Bäume die Baumart genannt. Bekannte Eigennamen werden mit angegeben.
- Gemarkung: Ort oder Gemarkung, in der sich das Naturdenkmal befindet
- Lage: Nennt die Lage des Naturdenkmals im jeweiligen Ortsteil und die geografischen Koordinaten des Naturdenkmals. Link zu einem Kartenansichtstool, um Koordinaten zu setzen. In der Kartenansicht sind Naturdenkmale ohne Koordinaten mit einem roten beziehungsweise orangen Marker dargestellt und können in der Karte gesetzt werden. Denkmale ohne Bild sind mit einem blauen bzw. roten Marker gekennzeichnet, Denkmale mit Bild mit einem grünen beziehungsweise orangen Marker.
- Beschreibung: die Beschreibung des Naturdenkmales
- Schutzzweck: Erläutert den Grund der Unterschutzstellung
- Bild: Zeigt ein Bild des Naturdenkmales und gegebenenfalls ein Link zu weiteren Fotos im Medienarchiv Wikimedia Commons

## Bronkow
| Bild                           | Bezeichnung                            | Lage | Beschreibung                                     | Schutzzweck | Nummer |
| ------------------------------ | -------------------------------------- | --- | ------------------------------------------------ | ----------- | ------ |
| Weitere Bilder Fotos hochladen | Blutbuche (Fagus sylvatica ,Purpurea’) | Bronkow, am Südwestrand des Dorfangers (51° 40′ 8,1″ N, 13° 54′ 53,1″ O)                                               |                                                  |             | 1003-1 |
| BW                             | Schwarzpappel (Populus nigra)          | Bronkow, auf dem Dorfplatz (51° 40′ 12,2″ N, 13° 54′ 58,3″ O)                                                          | im Juli 2019 war die Pappel nicht mehr vorhanden |             | 1003-2 |
| Weitere Bilder Fotos hochladen | Stieleiche (Quercus robur)             | Bronkow, an der Kirche südlich vom Zaun (51° 40′ 13,3″ N, 13° 54′ 55″ O)                                               |                                                  |             | 1003-3 |
| Weitere Bilder Fotos hochladen | Stieleiche (Quercus robur)             | Bronkow, am Kriegerdenkmal (51° 40′ 15,8″ N, 13° 54′ 58,8″ O)                                                          |                                                  |             | 1003-4 |
| Weitere Bilder Fotos hochladen | Stieleiche (Quercus robur)             | Bronkow, im Gelände der Wasserwirtschaft: an der südlichen Zaunseite, westlicher Baum (51° 40′ 10,8″ N, 13° 54′ 48″ O) |                                                  |             | 1003-5 |
| Weitere Bilder Fotos hochladen | Stieleiche (Quercus robur)             | Bronkow, Straßenkreuzung an der ehemaligen Gaststätte (51° 40′ 17,1″ N, 13° 54′ 56,2″ O)                               | bezeichnet als Friedenseiche                     |             | 1003-6 |

## Lipten
| Bild                           | Bezeichnung                      | Lage                                                                                                   | Beschreibung | Schutzzweck | Nummer |
| ------------------------------ | -------------------------------- | --- | ------------ | ----------- | ------ |
| Weitere Bilder Fotos hochladen | Sommerlinde (Tilia platyphyllos) | Lipten, westlich am ehemaligen Gutshaus (51° 38′ 50,3″ N, 13° 55′ 26,8″ O)                             |              |             | 1015-1 |
| Weitere Bilder Fotos hochladen | Stieleiche (Quercus robur)       | Lipten, auf einer Grünfläche südlich vom Gebäude Hauptstraße Nr. 27 (51° 38′ 54,2″ N, 13° 55′ 28,4″ O) |              |             | 1015-2 |
| Weitere Bilder Fotos hochladen | Stieleiche (Quercus robur)       | Lipten, nordwestlich vor dem Gebäude Hauptstraße Nr. 27 (51° 38′ 55,2″ N, 13° 55′ 28,3″ O)             |              |             | 1015-3 |
| Weitere Bilder Fotos hochladen | Stieleiche (Quercus robur)       | Lipten, nordöstlich vor dem Gebäude Hauptstraße Nr. 27 (51° 38′ 55,3″ N, 13° 55′ 29,5″ O)              |              |             | 1015-4 |

## Rutzkau
| Bild                           | Bezeichnung                      | Lage                                                                                               | Beschreibung | Schutzzweck | Nummer |
| ------------------------------ | -------------------------------- | -------------------------------------------------------------------------------------------------- | ------------ | ----------- | ------ |
| Weitere Bilder Fotos hochladen | Sommerlinde (Tilia platyphyllos) | Rutzkau, Straßenrand am Dorfanger 20, 100 m nördlich Gaststätte (51° 39′ 58,2″ N, 13° 51′ 49,7″ O) |              |             | 1029-1 |
| Weitere Bilder Fotos hochladen | Sommerlinde (Tilia platyphyllos) | Rutzkau, vor Grundstück Dorfanger 6 (51° 39′ 59,7″ N, 13° 51′ 41,3″ O)                             |              |             | 1029-2 |
| Weitere Bilder Fotos hochladen | Sommerlinde (Tilia platyphyllos) | Rutzkau, Straßenrand am Schulberg (51° 40′ 2,3″ N, 13° 51′ 39,7″ O)                                |              |             | 1029-3 |

## Saadow
| Bild                           | Bezeichnung                            | Lage                                                                        | Beschreibung | Schutzzweck | Nummer |
| ------------------------------ | -------------------------------------- | --------------------------------------------------------------------------- | ------------ | ----------- | ------ |
| Weitere Bilder Fotos hochladen | Blutbuche (Fagus sylvatica ,Purpurea’) | Saadow, westlich am Gebäude Ortsstraße 21 (51° 39′ 3,3″ N, 13° 53′ 41,3″ O) |              |             | 1030-1 |
| Weitere Bilder Fotos hochladen | Rotbuche (Fagus sylvatica)             | Saadow, südlich Gebäude Ortsstraße 21 (51° 39′ 3,1″ N, 13° 53′ 42,5″ O)     |              |             | 1030-2 |
| Weitere Bilder Fotos hochladen | Stieleiche (Quercus robur)             | Saadow, ca. 15 m östlich von Ortsstraße 8 (51° 39′ 5,8″ N, 13° 53′ 52,9″ O) |              |             | 1030-3 |